# برزخ (فیلم ۲۰۰۷)
«برزخ» (انگلیسی: Purgatory (2007 film)) یک فیلم است که در سال ۲۰۰۷ منتشر شد.